# Fernando Méndez-Leite von Haffe
Fernando Méndez-Leite von Haffe (Oporto, 1905 - Madrid, 1986) fue un historiador y crítico de cine español.

## Biografía
En 1931 fundó la revista Cinema y en 1935 la productora Cinearte. Fue uno de los principales teóricos de la crítica cinematográfica y divulgadores del cine durante el franquismo.  A diferencia de otros historiadores del cine, consideraba que la primera película que podía considerarse española era Riña en un café, rodada en 1897 por Fructuós Gelabert.  Recibió algunas Medallas del Círculo de Escritores Cinematográficos, del que fue miembro,  e incluso recibió el premio especial del jurado a los 25 edición de los Premios Sant Jordi de Cinematografía en 1981. 
Fue padre del director de cine Fernando Méndez-Leite. 

## Obras
- El cinema y sus misterios. Madrid, Casa Editorial Bailly-Bailliere, 1934. 205 págs.
- 45 años de cinema español. Madrid, Casa Editorial Bailly-Bailliere, 1941. 211 págs.
- El cine por dentro. Madrid, Gráficas Sánchez, 1941. 99 págs.
- Cinema francés. Breve historia. Madrid, Gráficas Sánchez, 1942. 99 págs.
- Nuestro cine, antes y después de la tutela del Nuevo Estado. Madrid, 1942.
- El cine norteamericano. Historial y trayectoria. Madrid, 1942.
- Secretos del cine. Barcelona, Juventud, 1950. 192 págs.
- Historia del cine español. 2 tomos, Madrid, Rialp, 1965. Tomo 1, 581 págs. Tomo 2, 880 págs.
- Las grandes escuelas del cine. Madrid, Cirde, 1980. 316 págs.
- Fritz Lang. Su vida y su cine. Madrid, Daimon, 1980. 459 págs.
- El cine, su técnica y su historia. Barcelona, Ramón Sopena, 1984. 548 págs.

## Premios
Medallas del Círculo de Escritores Cinematográficos
| Año  | Categoría             | Obra                      | Resultado |
| ---- | --------------------- | ------------------------- | --------- |
| 1950 | Mejor libro           | Secretos del cine         | Ganador   |
| 1961 | Mejor labor literaria |                           | Ganador   |
| 1965 | Mejor libro           | Historia del cine español | Ganador   |

Premios Sant Jordi de Cinematografía
| Año  | Categoría                  | Resultado |
| ---- | -------------------------- | --------- |
| 1980 | Premio especial del jurado | Ganador   |